# Nazionale femminile di pallanuoto della Gran Bretagna
La nazionale di pallanuoto femminile della Gran Bretagna è la rappresentativa pallanuotistica britannica nelle competizioni internazionali. La sua federazione di riferimento è la British Swimming, la federazione di sport acquatici della Gran Bretagna.

## Storia
La nazionale ha preso parte a due Mondiali e dieci Europei, senza mai raggiungere posizioni di prestigio. Nel 2012 ha fatto il suo debutto olimpico nell'edizione casalinga di Londra, classificandosi all'ultimo posto.

## Risultati

### Massime competizioni
Olimpiadi
- Londra 2012 8º

Mondiali
- 1986 9º
- 2003 16º
- 2024 11º
- 2025 11º

Europei
- 1985 6º
- 1987 7º
- 1989 Ritirata
- 1991 7º
- 1993 8º
- 1995 8º
- 1997 8º
- 2012 7º
- 2014 8º
- 2024 7º

Europeo B
- 2009 1º

### Altre
World League
- 2009 Turno di qualificazione
- 2010 Turno di qualificazione
- 2011 Turno di qualificazione
- 2012 Turno di qualificazione

## Formazioni
- Europei - Eindhoven 2012 - 7º posto:

Robyn Nicholls, Chloe Wilcox, Fiona McCann, Francesca Snell, Alexandra Rutlidge, Frances Leighton, Victoria Hawkins, Ciara Gibson-Byrne, Lisa Gibson, Angela Winstanley-Smith, Francesca Clayton, Rebecca Kershaw, Rosemary Morris. CT.: Szilveszter Fekete.
Giochi olimpici - Torneo femminileNicholls · Wilcox · McCann · Snell · Rutlidge · Leighton · Musgrove · Gibson-Byrne · Gibson · Winstanley-Smith · Clayton · Kershaw · Morris, CT: Szilveszter Fekete